# Ben Hannant

a Compétitions nationales et continentales officielles uniquement.

b Matchs officiels uniquement.
Ben Hannant, né le 31 décembre 1984 à Gold Coast, est un joueur de rugby à XIII australien évoluant au poste de pilier dans les années 2000. Il a connu trois clubs dans la National Rugby League, tout d'abord il fait ses débuts avec les Sydney Roosters puis rejoint les Brisbane Broncos, enfin il part en 2009 aux Canterbury Bulldogs. Il a également pris part au State of Origin avec les Queensland Maroons. Enfin, il est sélectionné en équipe d'Australie pour le Tournoi des Quatre Nations 2009 en Angleterre et en France